# Platforma Inteligo
Platforma Inteligo – rozwiązanie informatyczne w bankowości elektronicznej oraz w usługach finansowych oferowanych online. Stworzona i rozwijana przez spółkę Inteligo Financial Services S.A. Z rozwiązań Platformy Inteligo korzystają obecnie (stan na 2009):
- PKO Bank Polski SA – w ramach usługi bankowości elektronicznej iPKO (dawniej PKO Inteligo)
- Inteligo – bankowa marka handlowa należąca do PKO BP od 2002
- Bank Pocztowy S.A. – Pocztowy24
- Kredobank S.A. – KredoDirect
- Powszechny Zakład Ubezpieczeń SA – PZUonline

Koncepcję Platformy Inteligo charakteryzuje pełna integracja wszystkich kanałów dostępu. Każda transakcja zlecana przez klienta jest natychmiast przetwarzana i widoczna w każdym z wykorzystywanych kanałów dostępu: przez stronę internetową (w tym przeglądarki mobilne), call center, IVR, SMS, fax, i e-mail.